# Đổng (họ)
Đổng (tiếng Trung: 董; bính âm: Dǒng; Wade-Giles: Tung3) là một họ của người thuộc vùng Văn hóa Đông Á. Họ này có mặt ở Trung Quốc, Triều Tiên và Việt Nam. Chữ Đổng (董) trong tiếng Trung còn có nghĩa là "giám sát" hay "quản trị". Một trong những câu chuyện về nguồn gốc họ Đổng kể rằng, vào thế kỷ 23 TCN, một người đã được Đế Thuấn phong họ này do khả năng thuần dưỡng rồng. Trong danh sách Bách gia tính, họ này được xếp thứ 127. Về mức độ phổ biến, họ này xếp thứ 39 ở Trung Quốc theo thống kê năm 2006. Vào năm 2019, nó là họ phổ biến thứ 35 ở Trung Quốc Đại lục, với 6.770.000 người hay 0,51% dân số sử dụng.

## Nhân vật
Người với họ Đổng gồm:

### Nhân vật lịch sử
- Đổng Phụng, thầy thuốc nhà Đông Hán
- Đổng Trọng Thư, học giả nhà Tây Hán
- Đổng Trác, đại quyền thần cuối thời Đông Hán
- Đổng Kì Xương, họa sĩ cuối thời nhà Minh
- Đổng Ế, tướng nhà Tần
- Đổng Doãn, thừa tường Thục Hán một trong Thục Hán tứ tướng

### Nhân vật thời hiện đại
- Đổng Tất Vũ, chủ tịch Cộng hòa Nhân dân Trung Hoa
- Đổng Kiến Hoa, người đầu tiên giữ chức Trưởng Đặc khu hành chính Hồng Kông
- Đổng Phương Trác (Dong Fangzhuo), cầu thủ bóng đá Trung Quốc
- Đổng Khiết, diễn viên Trung Quốc
- Đổng Trinh, ca sĩ-nhạc sĩ sáng tác bài hát người Trung Quốc
- Đổng Tư Thành, nghệ danh Winwin, ca sĩ, thành viên nhóm nhạc Hàn Quốc NCT và nhóm nhạc Trung Quốc WayV
- Taeyang (tên thật: Dong Young Bae, Hán Việt: Đổng Vĩnh Bồi), thành viên nhóm nhạc Big Bang